# 퍼시픽 콜리시엄
퍼시픽 콜리시엄(영어: Pacific Coliseum)은 캐나다 브리티시컬럼비아주 밴쿠버에 있는 실내 경기장이다. 퍼시픽 내셔널 엑시비션(PNE)에 쓰이기 위해 1968년 건설되었다. 현재 WHL 아이스하키 리그 경기장으로 쓰이고 있으며, 2010년 동계 올림픽에서는 쇼트트랙과 피겨스케이팅 경기장으로 쓰였다.
| NHL 올스타전 개최 경기장 |                        |                            |
| 1976년                   | 1977년 퍼시픽 콜리시엄 | 1978년                     |
| 스펙트럼                 | 1977년 퍼시픽 콜리시엄 | 버펄로 메모리얼 오디토리움 |
|                          |                        |                            |
|                          |                        |                            |